# Bajaga i Instruktori
Bajaga i Instruktori ist eine serbische Rock-Gruppe. Momčilo Bajagić Bajaga (Sänger, Gitarrist und Songwriter der Band) rief die Band 1984 in Belgrad, damals noch Hauptstadt der Sozialistisch Föderativen Republik Jugoslawien, ins Leben, zunächst um seine Solowerke zu veröffentlichen, später dann als alleinige Band.

## Bandgeschichte
Momčilo Bajagić Bajaga war Gitarrist der Hard-Rock-Band Riblja čorba. Für die Gruppe war er auch als Songwriter aktiv, schrieb neben einigen Hits aber auch Lieder, die eher poporientiert oder lustiger waren und nicht zu Riblja Čorba passten. Zusammen mit Sänger Dejan Cukić (ex-Dizel, Tilt und Bulevar, Journalist für die Zeitschrift Rock), Bassist Miroslav "Cvele" Cvetković (ex-Tilt, Pop Mašina und Papatra), Gitarrist Nenad Stamatović (ex-Tilt, Zebra, Suncokret und Bulevar) und Schlagzeuger Vladimir Golubović (ex-Tilt und Suncokret, zu dieser Zeit Session-Schlagzeuger bei Riblja Čorba) formierte er eine Band für sein erstes Soloalbum. Das Album erschien 1984 unter dem Titel Pozitivna geografija und wurde ein veritabler Erfolg. Am 12. April 1984 trat er zum ersten Mal mit seiner Band im Club Kulušić in Zagreb auf. Drei Tage später trat die Band zum ersten Mal als „Bajaga i Instruktori“ auf, was seitdem ihr fester Bandname ist. Der Erfolg des Soloalbums brachte Konflikte mit seiner damaligen Hauptband mit sich und ab dem 19. Juli 1984 gingen Riblja čorba und Momčilo Bajagić getrennte Wege. Gefördert vom Rock-Magazin, dass Bajaga als Musiker des Jahres auszeichnete und das Pozitivna geografija als Album des Jahres, beschloss man das Projekt weiterlaufen zu lassen.
1985 erschien das zweite Album Sa druge strane jastuka und damit das erste unter dem offiziellen Bandnamen. Mit Žika Milenković stieß ein zweiter Sänger (und späterer Gitarrist) zur Gruppe. Das Album verkaufte sich in Jugoslawien ausgezeichnet und auch eine anschließende Tour lief sehr gut. Bereits 1986 folgte Jahači magle. Zudem erschien ein Cover des Beatles-Songs All You Need Is Love als 7’’-Single, die als Beilage zum Magazin Rock vergeben wurde. Es folgte eine Tourneen durch die Sowjetunion. 1987 stieg Cukić aus. Er hatte im gleichen Jahr sein erfolgreiches Soloalbum Spori ritam veröffentlicht und formierte nun seine eigene Gruppe, die Spori Ritam Band.
Beim vierten Album Prodavnica tajni übernahm daher Bajaga zum ersten Mal den Gesang. Die Lieder für das Album hatte Bajaga während seines Thailand-Urlaubs geschrieben. das Album wurde erstmals in den Studios von Radio Novi Sad aufgenommen.
1991 erschien die Extended Play Četiri godišnja doba. Als Gast war Opernsängerin Jadranka Jovanović am Album beteiligt. Die Band blieb trotz des Ausbruchs der Jugoslawienkriege aktiv und trat weiterhin live auf. Es gelang ihnen in dieser Umbruchphase sogar 1993 mit Muzika na struju ein weiteres Album zu veröffentlichen. Die Band veröffentlichte dort einige Anti-Kriegslieder und trat auch bei den 1991er Protesten in Terazije auf. 1994 löste sich die Band jedoch kurzzeitig auf, nachdem Bajaga mit Stamatović und Golubović in Streit geraten war.
1996 kam es zu einer Wiedervereinigung. Neben Milenković, Cvetković und Lokner kamen Gitarrist Vlada Negovanović (ex-Butik, Doktor Spira i Ljudska Bića, Slađana Milošević und Tunel) sowie Schlagzeuger Čeda Macura (zuvor Neverne bebe, Viktorija, Legija und Revolveri) in die Band. 1997 erschien das Reunionsalbum Od bižuterije do ćilibara. Im gleichen Jahr erschien auch die Kompilation Neizbrisano.
2001 kam Ljubiša "Buba" Opačić in die Band und Bajaga i Instruktori veröffentlichten das Album Zmaj od Noćaja. Mit Da li da odem ili ne befand sich ein serbisches Cover des The-Clash-Klassikers Should I Stay or Should I Go auf dem Album. Ein Jahr später folgte die Live-Kompilation Best of Live und 2003 die Kompilation Ruža vetrova Beograda mit von Belgrad inspirierten Songs.
2005 erschien das nächste Album Šou počinje u ponoć. Pesma slobod ist ein Cover des Liedes Redemption Song, im Original von Bob Marley. 2008 verstarb überraschend Gitarrist Opačić nach einem Konzert in einem Hotel in Maribor. Für ihn kam Marko Nježić (ex-Vroom) in die Band 2009 spielte die Band anlässlich ihres 25-jährigen Jubiläums drei konzerte im Sava Centar von Belgrad.
2010 erschien das Boxset Antologija mit remasterten Versionen der ersten vier Alben. 2012 erschien das bis dato letzte Studioalbum Daljina, dim i prašina der Band.

## Bedeutung
Bajaga i Instruktori gehört zu einer der bekanntesten Rockbands aus dem ehemaligen Jugoslawien und ist heute noch in Serbien sehr populär. Insgesamt vier Alben finden sich auf einer 1998 in Buchform veröffentlichten Liste der 100 besten Pop- und Rockalben Jugoslawiens namensYU 100: najbolji albumi jugoslovenske rok i pop muzike. Die Liste wurde von Journalisten, Musikkritikern und Künstlern zusammengestellt. Das erste Album Pozitivna geografija wurde 1998 auf Platz 37 gewählt. Der Nachfolger Sa druge strane jastuka erreichte Platz 13 und damit die höchste Platzierung. Jahači magle kam auf Platz 58 und Prodavnica tajni auf Platz 79. Auf der 2000 veröffentlichten Liste der 100 besten jugoslawischen Songs aller Zeiten, herausgegeben vom Magazin Rock Express, befindet sich auf Platz 70 ihr Song Zažmuri vom Album Sa druge strane jastuka. Auf der Top-100-Liste des serbischen Radiosenders Radio B92 erreichte das Lied Platz 40.
Die Band gehört zu den meist gecoverten Bands aus Serbien. Unter anderem Next of Kin, die Punkbands Trula Koalicija und Six Pack, die Popsängerin Teodora Bojović und der polnische Sänger Maciej Maleńczuk haben Lieder der Gruppe gecovert.

## Diskografie

### Alben
- 1984: Pozitivna geografija (als Bajaga, PGP RTB)
- 1985: Sa druge strane jastuka (PGP RTB)
- 1986: Jahači magle (PGP RTB)
- 1988: Prodavnica tajni (PGP RTB)
- 1993: Muzika na struju (Produkcija Stig)
- 1997: Od bižuterije do ćilibara (Biveco)
- 2001: Zmaj od Noćaja (PGP RTS)
- 2005: Šou počinje u ponoć (PGP RTS)
- 2012: Daljina, dim i prašina (Long Play)
- 2018: U sali lom (PGP RTS)
- 2020: Ovaj svet se menja (Croatia Records/PGP RTS)

### Livealben
- 1989: Neka svemir čuje nemir (PGP RTB)
- 2002: Best of Live (Metropolis Records)
- 2019: U Puli lom - Live At Arena (Croatia Records)

### Kompilationen
- 1989: The Best of Bajaga i Instruktori (PGP RTB)
- 1993: So Far…The Best Of (Red Luna Records)
- 1996: Dvadeseti vek (Taped Pictures)
- 1997: Neizbrisano (Biveco)
- 2010: Antologija (4-CD-Boxset)

### EPs
- 1991: Četiri godišnja doba (Diskoton)

### Singles (Auswahl)
- 1984: Berlin / Pustite me druže (PGP RTB, 7″)
- 1984: Tamara
- 1985: Ti Se Ljubiš
- 1985: 220 (plava Verzija) (PGP RTB, 7″)
- 1985: Sa druge strane jastuka (PGP RTB, 7″)
- 1986: 442 Do Beograda
- 1986: All You Need Is Love (verzija 1986) / Jahači magle (Ukratko) (Beilage zum Magazin Rock, 7″)
- 1987: Samo nam je ljubav potrebna / Rimljani (Živa verzija) (PGP RTB, 7″)
- 1988: Tišina
- 1988: Plavi Safir
- 1988: Verujem - Ne Verujem
- 1988: Godine Prolaze
- 1988: Život Je Nekad Siv Nekad Žut
- 1988: Ruski Voz
- 1993: Muzika na struju
- 1994: Moji Drugovi
- 2001: Lepa Janja, Ribareva Kći
- 2020: Darja (mit Miloš Biković)